# Хасидеи
Хасидеи (др.-евр. חסידים‬; др.-греч. Άσιδαίοι; дословно: «благочестивые»; в Синодальном переводе Асидеи) — иудейская религиозная партия (не секта) ревнителей веры и закона, сыгравшая большую роль во времена Хасмонеев (Маккавейские войны, 166—142 годы до н. э.).
Сформировалась как противодействие начавшемуся во II веке процессу эллинизации среди евреев Палестины. Оформилась через объединение благочестивых иудеев, верных древнему закону, с целью ревностного выполнения всех его требований; они образовали «общество благочестивых» (др.-евр. קהל החסידים‬), или «общину справедливых» (עדת צדיקים‬). Принадлежа к низшим слоям населения, они подвергались нападкам со стороны эллинистов.

## Библейская история
В дохасмонейский период на долю хасидеев выпали страдания, которые они пассивно переносили, и Велльгаузен говорит ο них, как ο секте, выступавшей против эллинистов. Когда последние стали прибегать к коренной ломке древних устоев и обратились за содействием к греко-сирийским властям, тогда хасидеи стали оказывать энергичное сопротивление. Чтобы не выполнять богопротивных указов сирийского царя, они скрывались в ущельях гор и пещерах и проявили немало подвигов самопожертвования во имя веры; своим героизмом они ободряли народ и внушали ему желание выступить в защиту религии и обычаев предков. Они сами не вели активной борьбы, но своим сопротивлением они вызвали к деятельности другие элементы, которые способны были вести открытую борьбу. Хасмонейский священник Маттафий соединил разрозненные силы защитников иудаизма и научил их геройски бороться за то дело, за которое хасидеи умели геройски умирать (1Мак. 2:27—39, 42 Пс. 78:2, 3).
Впоследствии Хасмонеи разошлись в своих стремлениях с хасидеями, последние ограничивались борьбой за религиозную свободу и отрицательно относились к стремлению Хасмонеев добыть политическую независимость. Когда сирийское правительство признало за евреями религиозную свободу, прекратилось прежнее единение между хасидеями и Хасмонеями (1Мак. 7:13). Какую роль хасидеи сыграли в этой борьбе, видно из многих псалмов.
Со славословиями на устах и мечом обоюдоострым они бросались на неприятеля (Пс. 148:5—9); торжественно посылали они свою благодарность Богу за первые победы над внутренними и внешними врагами (Пс. 147, 148); стоя против численно превосходящего врага в минуты величайшей опасности, они не сомневаются в том, что Бог им поможет, и посылали ему в горячей молитве благодарность за предстоящую ещё победу (Пс. 117:5—24). Сирийское правительство ошиблось, вмешавшись в религиозную борьбу между эллинистами и хасидеями; оно склонно было заключить мир с хасидеями, которые также хотели мира.
Было два препятствия на пути к миру: недоверие первосвященнических семейств к хасидеям и стремления Хасмонеев превратить войну за религиозную свободу в национальную: старый порядок лишил бы их верховной власти, к которой они стремились. Хасидеи не сочувствовали этим стремлениям Хасмонеев, они согласны были даже стать на сторону первосвященника Алкима, полагая, что он, как потомок Аарона, не причинит им зла. Однако Алким казнил многих хасидеев (1Мак. 7:13—17), но они продолжали быть противниками власти Хасмонеев; особенно они были недовольны переходом первосвященнической власти к Симону и его потомкам.
Лишь короткое время хасидеи принимали участие в политической жизни; когда грозная опасность со стороны греко-сирийцев миновала, они стали тем, чем они были по существу своему с самого начала — строгими исполнителями религиозного закона. Они перестают быть партией. Согласно Велльгаузену, прямыми продолжателями хасидеев явились фарисеи, которые действительно начали борьбу с Хасмонеями, соединившими в своих руках светскую и религиозную власть.

## Мишна
Мишна сообщает, что в молитве хасидеи не ограничивались одним чтением предписанных славословий, но старались предварительно привести себя в надлежащее молитвенное настроение. После молитвы они старались сохранить ещё некоторое время религиозное настроение, прежде чем вернуться к мирским интересам. Делами, по их мнению, надо было заниматься по возможности меньше.
В отношениях к ближним они отличались чуткостью и преданностью; они остерегались наносить ущерб кому бы то ни было, хотя бы косвенным путем. Они не хотели получать подарки от других, но охотно отдавали свои средства. Они сами помогали беднякам и побуждали других к благотворительности.
Благочестивый образ жизни — это путь к достижению нравственного совершенствования, он необходим для того, чтобы преисполниться пророческим вдохновением, даром святого духа.

## Сборник «Книга Благочестивых»
Этика хасидеев изложена в народном сборнике «Книга Благочестивых» (ספר חסידים), появившемся в Германии в XI или XII веке. В этом сборнике передано этическое содержание иудаизма на основании Библии, Мишны, Талмуда, Агады и других религиозных сочинений; указывается отношение человека к Богу и вытекающее отсюда отношение ко всему окружающему — семье, соседям, общине и человечеству; учёность и религиозность, иначе говоря, знание и благочестие, составляют источник всякой добродетели и основу всех обязанностей. Этика хасидеев учит доброжелательству ко всем людям — евреям и неевреям, даже к животным, которых не следует обременять слишком тяжёлой ношей.
Учение хасидеев принимало в разные времена разные формы, сохраняя неизменным тот взгляд, что простое выполнение религиозного обряда является бессмысленным, если оно не исходит из благочестивого настроения и не имеет своим последствием нравственное совершенствование.